# Caulibugula mortenseni
Caulibugula mortenseni är en mossdjursart som först beskrevs av Ernst Marcus 1925.  Caulibugula mortenseni ingår i släktet Caulibugula och familjen Bugulidae. Inga underarter finns listade i Catalogue of Life.